# Università di Bourges
L'Università di Bourges è stata un'università situata nella città di Bourges, in Francia.
Venne fondata da Luigi XI nel 1463 e venne chiusa durante la Rivoluzione francese.
| Controllo di autorità | VIAF (EN) 146766970 · LCCN (EN) n99048532 · J9U (EN, HE) 987007601217305171 |